# Zvijezda
Zvijezda är en bergskedja i Bosnien och Hercegovina. Den ligger i den östra delen av landet, 80 km öster om huvudstaden Sarajevo.
Zvijezda sträcker sig 11,8 km i öst-västlig riktning. Den högsta toppen är Veliki Stolac, 1 675 meter över havet.
Topografiskt ingår följande toppar i Zvijezda:
- Babina Gora
- Janjac
- Peć
- Ridova Glava
- Rogopek
- Rudina
- Veliki Stolac

I omgivningarna runt Zvijezda växer i huvudsak blandskog. Runt Zvijezda är det ganska tätbefolkat, med 72 invånare per kvadratkilometer.